# Vliegtuigcrash Brandven Hoogstraten

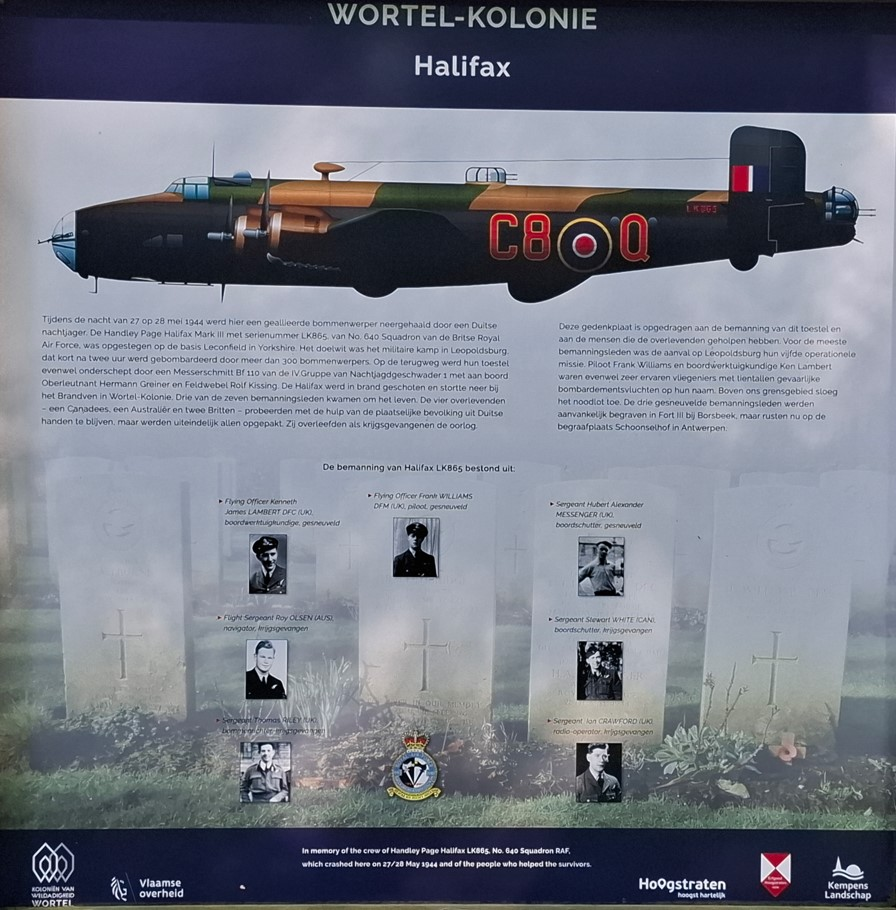
Infobord van de vliegtuigcrash aan het Brandven te Wortel-Kolonie tijdens de nacht van 27 op 28 mei 1944..

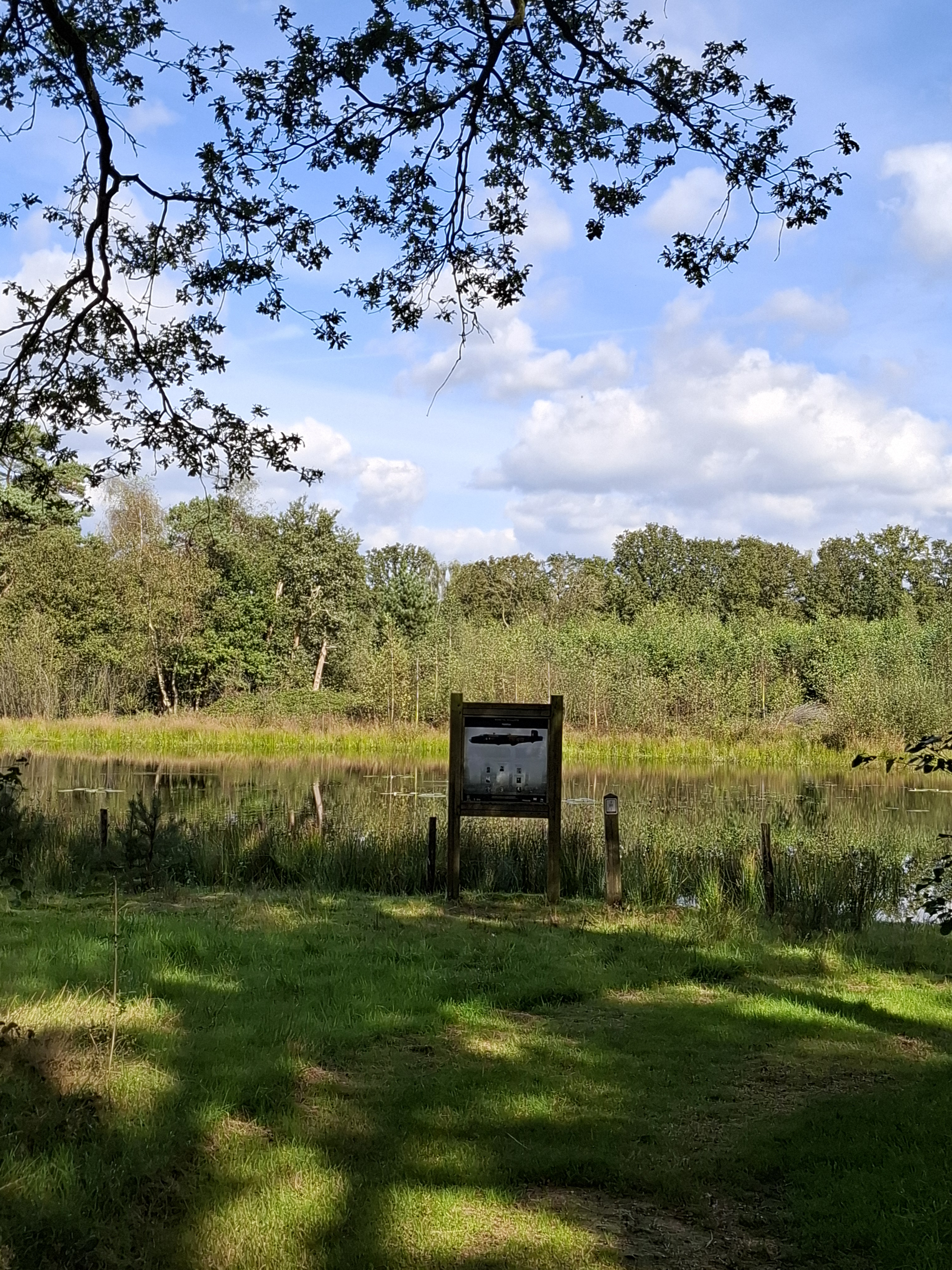
Het Brandven te Hoogstraten (Wortel-Kolonie)

De vliegtuigcrash bij het Brandven in Wortel-Kolonie vond plaats in de nacht van 27 op 28 mei 1944, toen een geallieerde bommenwerper neerstortte in het natuurgebied van Wortel-Kolonie. Destijds was dit gebied een landloperskolonie. Het toestel in kwestie was een Handley Page Halifax Mark III, met serienummer LK865, van het No. 640 Squadron van de Britse Royal Air Force. De bommenwerper was opgestegen vanaf de luchtmachtbasis Leconfield in Yorkshire met als doelwit het Duitse militaire kamp in Leopoldsburg, België, dat die nacht door meer dan 300 geallieerde vliegtuigen werd gebombardeerd.

## Crash
Na de geslaagde bombardementen op Leopoldsburg werd de Halifax op de terugweg onderschept door een Duitse Messerschmitt Bf 110 nachtjager, bestuurd door Oberleutnant Hermann Greiner en zijn radaroperator Feldwebel Rolf Kissing van de IV. Gruppe van Nachtjagdgeschwader 1. De Duitse jachtpiloot slaagde erin het toestel ernstig te beschadigen, waarna het in brand vloog en neerstortte bij het Brandven. Drie van de zeven bemanningsleden kwamen hierbij om het leven, terwijl de vier anderen de crash overleefden. Deze overlevenden, een Canadees, een Australiër en twee Britten, probeerden met hulp van de plaatselijke bevolking uit handen van de Duitse bezetter te blijven, maar werden uiteindelijk allen gevangengenomen. Zij overleefden de oorlog.

## Herdenking
Zeventig jaar na de feiten, in mei 2014, vond er een herdenking plaats waarbij familieleden van de slachtoffers, getuigen, en leerlingen van basisschool 'De Wijsneus' aanwezig waren. Een van de aanwezigen was Chuck Barry, een neef van een van de omgekomen bemanningsleden. Barry was 63 jaar oud en was geïnspireerd door de dood van zijn peter om zelf in het leger te gaan. Hij leerde later militairen hoe ze konden overleven als ze neerstortten.
In 2015 organiseerde Erfgoed Hoogstraten beheerswerken rond het Brandven, waarbij enkele onderdelen van het neergestorte vliegtuig werden teruggevonden. Deze onderdelen werden na onderzoek en reiniging overgedragen aan het Stedelijk Museum van Hoogstraten.

## Bemanning van Halifax LK865
De bemanning van de neergestorte Halifax LK865 bestond uit:
- Flying Officer Frank Williams DFM (Verenigd Koninkrijk), piloot – gesneuveld
- Flying Officer Kenneth James Lambert DFC (Verenigd Koninkrijk), boordwerktuigkundige – gesneuveld
- Flight Sergeant Roy Olsen (Australië), navigator – gesneuveld
- Sergeant Stewart White (Canada), boordschutter – krijgsgevangen
- Sergeant Thomas Riley (Verenigd Koninkrijk), bommenrichter – krijgsgevangen
- Sergeant Ian Crawford (Verenigd Koninkrijk), radio-operator – krijgsgevangen

De drie gesneuvelde bemanningsleden werden aanvankelijk begraven in Fort III te Borsbeek, maar rusten nu op de begraafplaats Schoonselhof in Antwerpen.

## Gedenkplaat
Ter nagedachtenis aan de bemanning van Halifax LK865 werd een gedenkplaat geplaatst nabij de crashlocatie in Wortel-Kolonie. Dit gedenkteken is een initiatief van Erfgoed Hoogstraten vzw en de stad Hoogstraten. Het ligt midden in een natuurgebied en is enkel te voet bereikbaar.